# Jacopino da Carrara
Jacopino da Carrara (Padova, ... – Monselice, 1372) è stato un nobile italiano, signore di Padova da 1350 al 1355.

## Biografia
Era figlio di Niccolò da Carrara e di Elena della Torre.
Venne incarcerato nel 1327 per essersi schierato con il signore di Verona Cangrande della Scala nell'intento di rovesciare la signoria del lontano parente Marsilio I. Tornato in libertà, tra il 1345 ed il 1350 aiutò negli affari di governo, insieme al nipote Francesco, il fratello Jacopo II, signore di Padova.

### Signore di Padova
Nel dicembre 1350 Jacopo II fu assassinato e quello stesso giorno sia Francesco che Jacopino furono nominati signori di Padova per acclamazione popolare. Nei primi anni, la coppia di signori si mantenne leale all'alleanza con Venezia, ed entrambi nell'ottobre 1354 guidarono l'esercito di una lega che i lagunari avevano organizzato contro i Visconti, Signori di Milano. In tale occasione Francesco conobbe l'Imperatore Carlo IV a Bassano del Grappa, e fu probabilmente allora che il sovrano gli conferì gli onori di vicario imperiale, titolo che era stato appannaggio di tutti i da Carrara signori di Padova, e di Cavaliere del Sacro Romano Impero.

### Deposizione
Il successo riscosso da Francesco con l'imperatore provocò l'invidia di Jacopino, e i rapporti tra i due si complicarono ulteriormente con il conflitto tra la moglie di Jacopino Margherita Gonzaga e la moglie di Francesco Fina Buzzaccarini, che iniziarono a scontrarsi sul problema della successione. Secondo alcune fonti, Jacopino arrivò ad organizzare l'assassinio del nipote e affidò l'incarico a Zambono Dotti. Francesco scoprì la congiura nell'estate del 1355, fece incarcerare lo zio e giustiziare il sicario.
Secondo altre fonti, Jacopino fu colto di sorpresa da emissari di Francesco che, allo scopo di regnare da solo, lo fece incarcerare nel castello di San Martino. Tradotto in seguito nella rocca di Monselice, morì nel 1372.

## Discendenza
Jacopino sposò in prime nozze Angela Conti, dalla quale non ebbe figli. In seconde nozze nel 1353 si unì in matrimonio con  Margherita Gonzaga, figlia di Guido, signore di Mantova. Ebbero un unico figlio, Jacopo, che, dopo la carcerazione del padre, fuggì con la madre a Mantova e morì in Puglia nel 1385.

## Bibliografia

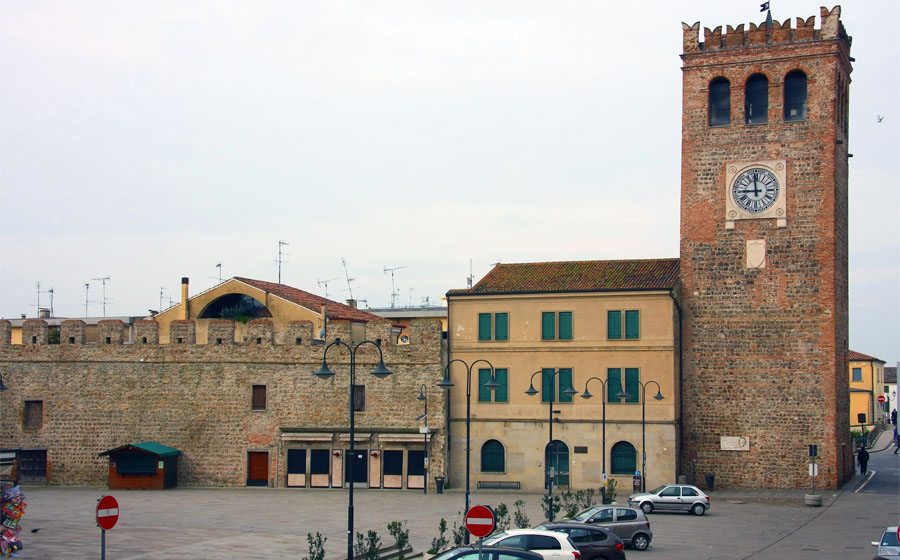
Monselice, torre del castello